# 犹非
犹非（？—前60年），西汉先零羌族首领。先零羌族游牧在今青海湟中、贵德一带。
汉昭帝时犹非归附于汉朝，汉宣帝元康年间，他向汉使要求北渡湟水游牧。神爵元年（前61年），汉朝派骑都尉义渠安国诱杀先零羌首领三十余人，犹非于是和另一个羌族首领杨玉率领羌族部落举兵反抗汉朝，攻掠城邑，诛杀长吏。汉朝派骑都尉义渠安国率三千骑抵御，不能获胜于是退守令居。汉宣帝再派赵充国率领大军镇压，羌族反抗失败。次年，他和杨玉被属下羌族的贵族所杀。